# Trilli-trilli
mandilli no ti n'æ , t'æ ciû musse che dinæ

o gnao gnao gnao m'ou belin comme t'é cäo

e fotto fotto fotto m'ou belin comme t'é brûtto»
fazzoletti non ne hai, hai più lamentele che soldi,

o gnao gnao gnao ma belìn come sei caro,

e fotti fotti fotti ma belìn come sei brutto»
(I Trilli, Trilli-trilli)
Trilli-trilli è una canzone in lingua ligure composta nel 1973.

## Storia
La canzone venne composta dal duo genovese de I Trilli e inserita nella loro prima incisione a 33 giri Canti de casa mae del 1973, riscuotendo un clamoroso successo. È stata riproposta in versione rock dal gruppo ligure Buio Pesto nel loro primo album Belinlandia del 1995, rinnovando la popolarità del brano, divenuto uno dei più conosciuti e cantati fra quelli del repertorio folk genovese.
Un cameo della canzone è presente nell'anime Marco, durante l'episodio 13.

## Contenuto
Il contenuto di Trilli-trilli tratta in modo parodistico il tema dell'infedeltà coniugale. La canzone cita la minestrina con l'uovo per alludere all'infedeltà coniugale. Difatti è conosciuta anche come la minestrina del cornuto, perché, pur essendo gustosa, è molto più veloce da preparare rispetto al tradizionale minestrone ligure, per il quale ci vogliono diverse ore, quindi la moglie la preparerebbe al marito quando ha poco tempo a disposizione perché ha fatto tardi intrattenendosi con un altro uomo. Da parte sua, il marito ritiene a propria volta che "finché al mondo ci sarà la moglie del mio vicino, non prenderemo più moglie".